# Asthenoctenus borellii
Espèce
Synonymes
- Centroctenus macdonaghi Mello-Leitão, 1938
- Asthenoctenus jujuyensis Mello-Leitão, 1941
- Itatiaya amica Mello-Leitão, 1941
- Asthenoctenus humilis Mello-Leitão, 1942
- Asthenoctenus mendocinus Mello-Leitão, 1943
- Asthenoctenus sordidus Mello-Leitão, 1944

Asthenoctenus borellii est une espèce d'araignées aranéomorphes de la famille des Ctenidae.

## Distribution
Cette espèce se rencontre au Brésil, au Paraguay, en Uruguay et en Argentine.

## Description
La femelle holotype mesure 15 mm.

## Étymologie
Cette espèce est nommée en l'honneur d'Alfredo Borelli.

## Publication originale
- Simon, 1897 : Liste de arachides recueillis aux îles du Cap Vert, dans la République Argentine et le Paraguay et descriptions d'espèces nouvelles. Viaggio del Dott. A. Borelli nella République Argentina e nel Paraguay. Bollettino dei Musei di Zoologia ed Anatomia comparata della R. Università di Torino, vol. 12, no 270, p. 1-8 (texte intégral).